# هلالی (جماعت)
هلالی جماعت و شهرکی در جنوب غربی کشور تاجیکستان است که در ناحیهٔ خراسان ولایت ختلان قرار دارد. جمعیت این جماعت ۱۲۱۵۰ است.